# Февральский дневник
«Февральский дневник» — поэма–летопись поэтессы и радиоведущей  Ольги Федоровны Берггольц, посвященная тяжёлым и трагическим дням блокады Ленинграда, героизму и силе духа жителей осажденного города в годы Великой Отечественной войны.

## История создания
Поэма «Февральский дневник» была написана ко Дню Красной Армии и прочитана О. Ф. Бергольц в эфире 22 февраля 1942, в дни Ленинградской блокады, один из тяжелейших периодов, который когда-либо пришлось пережить и предолеть городу и его жителям. Главная цель была – выжить и не сдаться врагу.

## Содержание
Поэма состоит из шести частей, в каждой из которых впервые очень пронзительно и откровенно описаны страшные картины жизни города и жителей блокадного Ленинграда. Вместе с тем автор пишет о гордости за своих сограждан, которым позавидуют будущие поколения, о счастье делиться последним куском хлеба и последней «щепоткой табака», о вере в победу, мечте о счастливой жизни после снятия блокады.
"И если чем-нибудь могу гордиться,
то, как и все друзья мои вокруг,
горжусь, что до сих пор могу трудиться,
не складывая ослабевших рук.
Горжусь, что в эти дни, как никогда,
мы знали вдохновение труда.
В грязи, во мраке, в голоде, в печали,
где смерть как тень тащилась по пятам,
такими мы счастливыми бывали,
такой свободой бурною дышали,
что внуки позавидовали б нам.
О да, мы счастье страшное открыли —
достойно не воспетое пока, —
когда последней коркою делились,
последнею щепоткой табака;
когда вели полночные беседы
у бедного и дымного огня,
как будем жить,
когда придёт победа,
всю нашу жизнь по-новому ценя".